# Alfred Adolf Oerter
Alfred Adolf Oerter, Jr. (Nova York, 19 de setembre 1936 - Fort Myers, Florida, 1 d'octubre 2007), conegut com Al Oerter, fou un atleta dels Estats Units especialista en llançament de disc.
És, juntament amb Carl Lewis (salt de llargada) i Paul Elvstrøm (vela), l'únic atleta que ha guanyat quatre medalles d'or en la mateixa prova individual en quatre Jocs Olímpics consecutius. Fou campió olímpic als Jocs de Melbourne 1956, Roma 1960, Tòquio 1964 i Ciutat de Mèxic 1968.